# Dorska selitev
Dorska selitev (tudi grško množično preseljevanje) pomeni domnevne množične selitve grškega ljudstva Dorcev, ki se je začelo v dalmatinskem prostoru in nadaljevalo na podeželju Doride v osrednji Grčiji. Tesalci so vdrli v Dorido okoli 1200 pr. n. št., ko naj bi se začela dorska selitev, Dorci naj bi prodrli na Peloponez, v pokrajine Argolida, Lakonija, Mesenija in osvojili ozemlja ob Korintski ožini in med drugim zasedli utrdbe Tirint in Mikene.
Zaradi arheoloških najdb v zadnjih desetletjih je teorija o dorski selitvi okoli 1200 pred našim štetjem danes zavrnjena.

## Legenda
Mit govori o vrnitvi Heraklidov (grško Ἐπιστροφὴ τῶν Ἡρακλειδῶν). Zgodovinarji klasične Grčije imajo mit hipotetično za resničen dogodek in so ga imenovali dorska selitev. Pomen se je večkrat menjal, ker so ga zgodovinarji, filologi in arheologi uporabljali, da bi razložili  nepovezanost, ki se je izražala v podatkih z njihovih področij. Način prihoda dorske kulture na nekatere otoke v Sredozemskem morju, kot je Kreta, ni dobro pojasnjen. Dorci so kolonizirali številna mesta na Kreti. 

## Stara teza
Čeprav ena skupina strokovnjakov meni, da so Dorci od nekdaj naseljevali območje Peloponeza, antična tradicija ni takega mnenja. O dorski selitvi pišejo Herodot, Tukidid, Apolodor Atenski, Diodor Sicilski, Pavzanij, to potrjujejo tudi arheološke najdbe.
Tukidid meni, da so Dorci zavzeli Peloponez osemdeset let po padcu Troje. Eratosten, ki je živel v 3. stoletju pr. n. št., v svojem delu Kronologija trdi, da je bila Priamova Troja uničena leta 1184 pr. n. št. Če je to točno, so Dorci naselili Peloponez okoli leta 1104 pr. n. št. Atenski govornik Izokrat in njegov učenec Efor (5./4. st. pr. n. št.) sta bila prepričana, da se je dorska selitev začela leta 1069 pr. n. št.
Selitev Dorcev je verjetno povezana s selitvijo Tesalcev in Beočanov, ki se je, tako Tukidid, odvijala 60 let po trojanski vojni. Tesalci so pod vodstvom Heraklidov zapustili Tresprotijo v južnem Epiru in naselili območje, ki je po njih dobilo ime Tesalija. Tesalci so potisnili Beočane, ki so do tedaj naseljevali jugozahodni del Tesalije, proti Kadmejevemu ozemlju, ki je po njih dobilo ime Beocija.
Dorci so se širili prek kolonij zunaj Peloponeza in so prodrli do Sporadov, Kikladov in Krete v zahodno Malo Azijo. Otok Kreta je postal Dorcem postopoma popolnoma podrejen. Na zahodni obali Male Azije so ustanovili številne kolonije, zlasti Kos, Knidos in Halikarnas. Prav tako so naselili otok Rodos.
Napredovanje Dorcev v tem obdobju naj bi sovpadalo z začetkom železne dobe v Grčiji. Dorci so se naselili v mnogih krajih starih mikenskih mest, pri čemer so nastale številne mestne države. Monarhija se je ohranila le v nekaterih grških obmejnih območjih. Posebej očitna je bila vojaška, stroga narava Dorcev.
Selitev Dorcev so prav tako lahko povzročili Brigi, pleme, ki je s severa vpadlo v Makedonijo in Trakijo ter v nadaljevanju v severno Grčijo.

## Sedanje stanje raziskav
Arheološke raziskave zadnjih desetletij so pokazale, da je moral biti padec mikenske kulture posledica splošnega in trajnega daljšega obdobja socialne krize, ki je bila posledica različnih dejavnikov.
Ni znanih artefaktov v osrednji ali južni Grčiji, ki bi jih lahko jasno dodelili Dorcem. Čeprav so grobo, ročno izdelano keramiko našli v številnih mikenskih naseljih, tudi v Mikenah, nad plastmi uničevanja ter zunaj in v Ajgejri na severu Peloponeza, je vendar ne moremo povezati z neko "etnično skupino". Prav tako ni prišla z naselitvijo. Poleg tega je mikenska kultura okrog 1200 še vedno obstajala skoraj do srede 12. st. pr. n. št. Prvič so okoli 1050 pr. n. št. pomembne spremembe, saj lahko sledimo poznoheladskemu slogu IIIC na prehodu okrasne keramike v submikenski in predgeometrični slog. Hkrati je bila uvedena kremacija. Na podlagi teh izsledkov raziskav dorska selitev verjetno ni bila vzrok za propad mikenske civilizacije. Nekateri zgodovinarji, na primer Jonathan Hall, ustrezno upoštevajo porazdelitev grških narečij.
Kljub vsemu se počasno priseljevanje skupin Dorcev v pomikenskem obdobju mnogim raziskovalcem zdi verjetno. Odločilni dejavnik je ugotovitev, da  ni sledov dorskega narečja v pisnih dokumentih mikenskega obdobja (linearna pisava B), ugotovljeno pa je, da so v klasičnem obdobju govorili v dorskem narečju v mnogih delih Peloponeza, Krete in na južnih egejskih otokih. Poleg tega je priseljevanje po okoli 900 pr. n. št. postopno razvilo dorski tip stavbe (čeprav to ni dokazano).
Dorci so govorili severnogrško narečje, ki so ga poleg ahajskega in jonskega narečja govorili v klasični antiki, v mnogih delih Peloponeza, Krete, južnih Kikladih in v grških mestih jugozahodne Azije.

## Posledice selitve Dorcev
- Padec mikenske civilizacije

- Razpored grških plemen se ne menja več:
  - Jonci so naselili: Atiko, Evbojo, Kiklade, Sporade, Hios, Samos, Jonijo (Lidija in severna Karija) in mesta: Milet, Prijena, Efez, Klazomena, Fokeja, Smirna,
  - Aolci so naselili: Beocijo, Tesalijo, Lemnos, Lezbos (mesto Mitilena), Samotrako, Imbros, Aolijo (Troada in Mizija) in mesta Antisa, Metimna, Kima Frikonska, Larisa,
  - Ahajci so naselili Arkadijo,
  - severozahodna plemena so naselila: Ahajo, Elido, Etolijo, Akarnanijo, Lokrido, Fokido,
  - Dorci so naselili: Megarido, Korint, Argolido, Lakedemonijo, Mesenijo, Korkiro, Levkado, Kitero, vzhodni del Krete, Kos, Rodos, Dorido (južna Karija) in mesti Knid, Halikarnas.